# Jeu de Paume
Jeu de Paume (französisch für „Spiel mit der Handinnenfläche“) war ein Vorläufer des Tennis, dessen Spiel bereits im Mittelalter in Kreuzgängen belegt ist. Es wird wie beim Squash mit Wänden gespielt. Eine ausführliche Beschreibung seiner Entstehung findet sich in der Geschichte des Tennis. Jeu de paume wurde zum ersten Mal 1250 urkundlich erwähnt, als Mönchen das Spiel gegen Laien verboten wurde. Durch das exakte Zählen der Punkte, ohne Rücksicht auf Rang oder Stand, kann es als eine der ersten modernen Sportarten gelten.
Jeu de Paume war 1908 in London olympische Disziplin sowie bei den Spielen 1924 in Paris und 1928 in Amsterdam Demonstrationssportart. Einziger Olympiasieger in der Geschichte dieser Sportart ist der Amerikaner Jay Gould II.

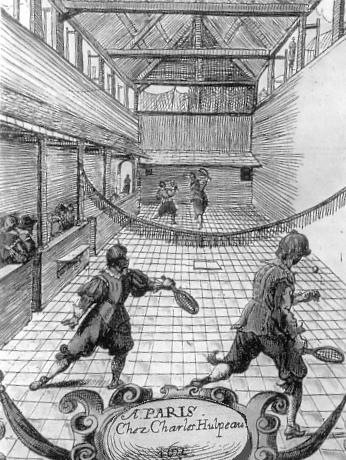
Jeu de paume im 17. Jahrhundert

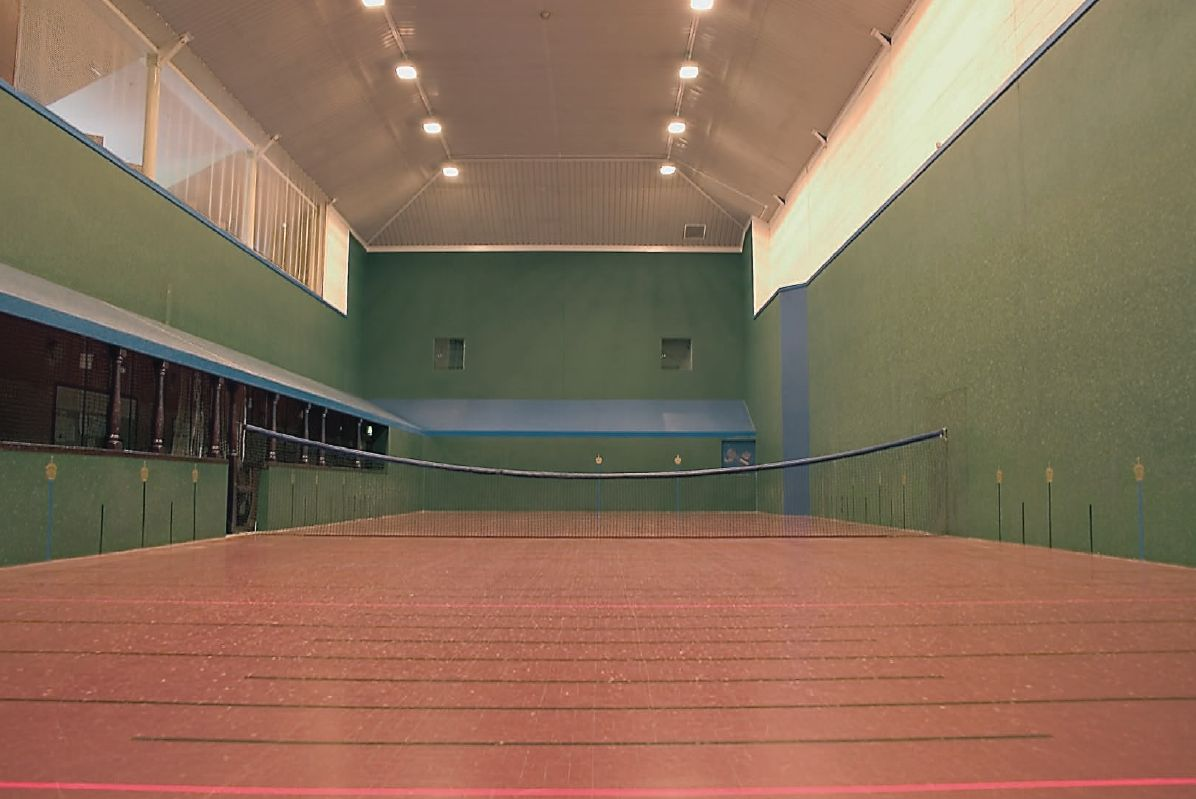
Die Bristol-Bath-Tennishalle in England

Heute wird diese Tennisform nur von etwa 10.000 Sportlern betrieben, darunter rund einem Drittel Frauen. Sie verteilen sich auf knapp 50 Courts in Großbritannien (Real Tennis), den Vereinigten Staaten (Court Tennis), Australien (Royal Tennis) und Frankreich (Jeu de Paume). Anders als es der französische Name vermuten lässt, wird Jeu de Paume in der Regel mit einem Holzschläger gespielt, wobei die namensgebenden Ursprünge im Spiel mit bloßer Handfläche bzw. mit Handschuhen liegen.
Die Weltmeisterschaften werden im zweijährlichen Turnus ausgetragen. Dabei ermitteln die vier besten in der Weltrangliste geführten Spieler (mit Ausnahme des amtierenden Weltmeisters) den Herausforderer, der dann in einem Match über sieben Gewinnsätze innerhalb von drei Tagen gegen den Titelverteidiger antritt. Von 1994 bis 2020 war der Australier Robert Fahey Weltmeister in dieser Sportart. Einzig 2016 unterlag er Camden Riviere, holte sich den Titel 2018 aber zurück. Im Jahr 2022 wurde erneut Riviere Weltmeister. Fahey ist als einziger Spieler dieser Sportart als Profi geführt.

## Ausrüstung

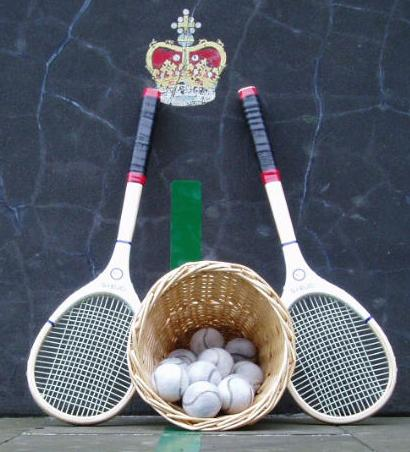
Jeu-de-Paume-Ausrüstung

### Schläger
Die Schläger bestehen in der Regel aus einem Holzrahmen mit einem asymmetrischen mit Nylon bespannten Kopf von max. 241,3 mm (9,5″) Länge und 177,8 mm (7″) Breite. Die Gesamtlänge des Schlägers beträgt max. 685,8 mm (27″).

### Bälle
Als Bälle werden handgenähte Filzbälle mit einem Korkkern verwendet. Der Durchmesser muss zwischen 61,9 mm (2 7/16″) und 65,1 mm (2 9/16″) und das Gewicht zwischen 70,9 g (2,5 OZ) und 78 g (2,75 OZ) betragen.

## Spielfeld

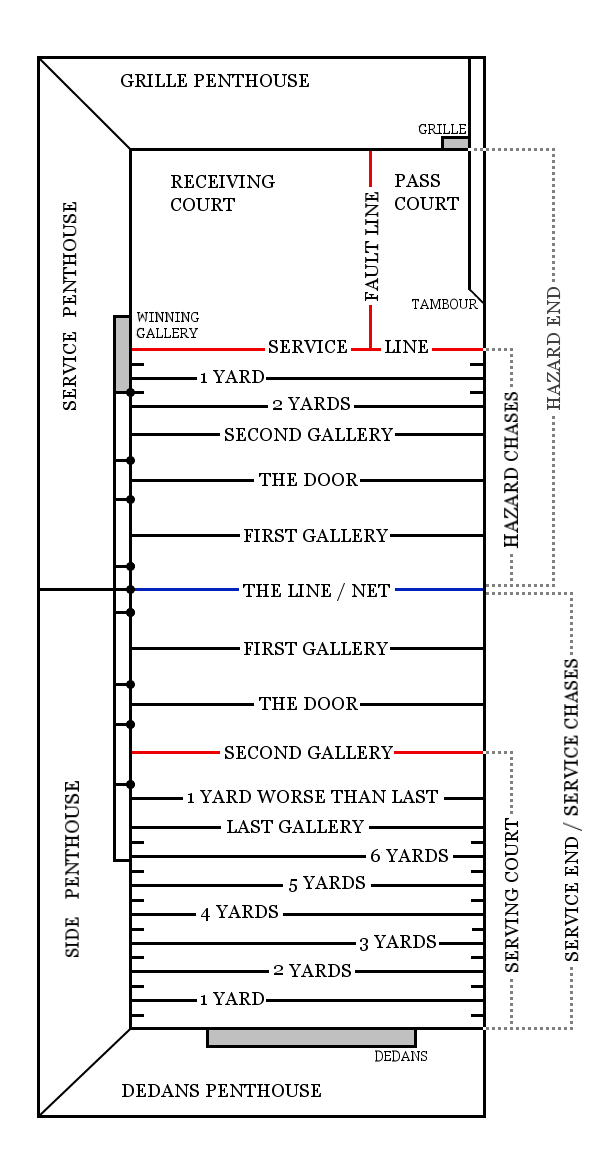
Spielfeldschema

Die Spielfelder sind nicht standardisiert jedoch zwischen 33,53 × 11,89 m (110 × 39 ft) und 29,26 × 9,75 m (96 × 32 ft) groß und zweifach asymmetrisch.
Als Jeu de Paume (deutsch „Ballhaus“) wird auch der Saal bezeichnet, in dem dieses Spiel gespielt wurde.